# Gustav Otto Schulze
Gustav Otto Schulze (* 20. Dezember 1814 in Rauscha; † 9. Januar 1886 in Berlin) war ein deutscher Mediziner, der in der Mitte des 19. Jahrhunderts in Berlin wirkte.

## Leben
Gustav Otto Schulze studierte an der Friedrich-Wilhelms-Universität zu Berlin Medizin, wurde mit seiner Dissertation vom 15. April 1840 zum Doktor der Medizin und Chirurgie promoviert und wirkte nach seiner im Jahr 1842 erfolgten Approbation und Vereidigung in den Königlichen Landen als praktischer Arzt, Wundarzt und Geburtshelfer in Berlin.
Gustav Otto Schulze wurde am 15. Oktober 1843 unter der Matrikel-Nr. 1525 mit dem akademischen Beinamen van Swinderen als Mitglied in die Kaiserliche Leopoldino-Carolinische Akademie der Naturforscher aufgenommen. Gustav Otto Schulze, der zwischenzeitlich zum Königlichen Sanitätsrat ernannt wurde, trat am 6. Januar 1877 wieder aus der Gelehrtenakademie aus.

## Schriften
- Observationes et disquisitiones pathologicae et chemicae circa pemphigum hystericum. Berlin 1840 (eingeschränkte Vorschau in der Google-Buchsuche)